# 488e régiment de fusiliers motorisés de la Garde
Le 488e régiment de fusiliers motorisés de la Garde (en russe : 488-й гвардейский мотострелковый полк, abrégé 488 гв. мсп), de son nom complet le 488e régiment de fusiliers motorisés de la Garde Simferopolski, des ordres du Drapeau rouge et de Souvorov, nommé d'après Grigory Ordjonikidze (en russe : 488-й гвардейский мотострелковый Симферопольский Краснознамённый, ордена Суворова полк имени Серго Орджоникидзе), est une unité de fusiliers motorisés de l'armée de terre russe (n° d'unité 12721).
Le régiment fait partie de la 144e division de fusiliers motorisés de la Garde de la 20e armée combinée de la Garde du district militaire ouest ; basé dans la ville de Klintsy, oblast de Briansk.

## Historique
Le 488e régiment de fusiliers motorisés est formé en 2016 sur la base de la 28e brigade de fusiliers motorisés  à Klintsy, dans l'oblast de Briansk. La 28e brigade de fusiliers motorisés est basée à Iekaterinbourg jusqu'en 2016, la première unité atteint Klintsy le 30 mai.
Le régiment hérite des récompenses, de la bannière, du nom honorifique, de l'historique et de la gloire militaire de la 28e brigade de fusiliers motorisés,.
La 28e brigade descend elle-même de la 77e division de fusiliers, décorée de l'ordre du Drapeau rouge et de l'ordre de Souvorov, 2e classe, portant le titre honorifique Simferopolski (« de Simferopol ») et nommée en l'honneur de Grigory Ordjonikidze. La division est formée le 19 octobre 1942 dans la ville de Nakhitchevan (RSS d'Azerbaïdjan), à partir de la 77e division de fusiliers de montagne, anciennement la 1re division de fusiliers d'Azerbaïdjan (créée en 1920).
Le 4 juin 1957, la 77e division est réorganisée en 126e division de fusiliers motorisés,. La division est basée à Sverdlovsk, rattachée au 63e corps d'armée dans le district militaire de l'Oural. Elle est composée des 105e, 276e, 324e régiments de fusiliers motorisés, du 341e régiment de chars et du 239e régiment d'artillerie.
Le 11 janvier 1965, la formation est rebaptisée 34e division de fusiliers motorisés, et reste en garnison à Sverdlovsk. Lors des réformes dans les années 2000, l'unité est divisée en 2 brigades du district militaire central : la 28e et la 7e de la Garde.
Le 1er novembre 2016, le commandant de brigade, le colonel Ramil Giliazov, présente le drapeau de bataille de la 28e brigade de fusiliers motorisés au commandant du 488e régiment de fusiliers motorisés, le lieutenant-colonel Andreï Akoulov.
Lors de l'invasion russe de l'Ukraine, le 488e régiment de fusiliers motorisés est identifié dans l'oblast de Kharkiv le 5 mars 2022 ; en juillet, l'unité reçoit le statut honorifique « de la Garde »,.
Le 4 mars 2024, un article du magazine Forbes indique qu'une unité russe, vraisemblablement le 488e régiment, a attaqué des positions tenues par la 60e brigade mécanisée ukrainienne à Yampolivka (ru), dans l'oblast de Donetsk, impliquant ce qui semble être des véhicules de transport de troupes MT-LB et au moins un char T-90. Fait inhabituel, le groupe d'assaut comprenait plusieurs Desertcross 1000-3 chinois,,. La 60e brigade mécanisée ukrainienne a bombardé le groupe avec des obus à sous-munitions, puis lancé des drones chargés d’explosifs. Des photos montrent le T-90 et plusieurs Desertcross détruits parmi un grand nombre de soldats russes morts,.
Selon les journalistes, début août 2024, au moins deux conscrits du régiment ont été capturés par les Forces armées ukrainiennes lors de combats dans l'oblast de Koursk.

## Commandants
- Lieutenant-colonel Andreï Mikhaïlovitch Akoulov (2016-2019)[23]
- Colonel Vladimir Nikolaïevitch Koralo (depuis 2019)[24]